# Il settimo è quello giusto
Il settimo è quello giusto (Lucky 7) è un film per la televisione del 2003 che vede come protagonista l'attrice Kimberly Williams.

## Trama
La storia narra di una giovane ragazza, Amy, orfana di madre da quando aveva solo sette anni. Poco prima di morire, la madre decide di dare alla figlia degli obiettivi da raggiungere, per far sì che la sua prematura scomparsa non sia causa della sua possibile vita fallimentare; così, la donna decide di dispensare consigli anche sulla vita sentimentale di Amy, indicandole come uomo della sua vita colui con il quale avrà allacciato il settimo rapporto sentimentale. Ma quando incontra il sesto la sua vita conosce un periodo di profonda crisi, e inizia a venir meno la validità delle previsioni-consigli della madre, che fino ad allora si erano dimostrate azzeccate...